# غوشب
غوشب (الاسم العلمي Phrynus)، جنس عناكب من فصيلة الغوشبيات ورتبة عناكب سوطية. مواطنها معظم أقطار المناطق المدارية والشبه المدارية، أخصها مناطق العالم الجديد.